# Llista d'episodis de Star Trek

Creada per Gene Roddenberry, la sèrie de televisió de ciència-ficció Star Trek (que finalment va adquirir el retònim Star Trek: The Original Series) va ser protagonitzada per William Shatner com el capità James T. Kirk, Leonard Nimoy com el Sr. Spock i DeForest Kelley com a Dr. Leonard "Bones" McCoy a bord de la nau espacial fictícia de la Federació USS Enterprise. La sèrie es va emetre originalment des del setembre de 1966 fins al juny de 1969 a NBC.
Aquesta és la primera sèrie de televisió de la franquícia Star Trek i consta de 79 episodis regulars al llarg de les tres temporades de la sèrie, juntament amb l'episodi pilot original de la sèrie, "La gàbia". Els episodis s'enumeren per data d'emissió original, que coincideixen amb l'ordre dels episodis a l'original de cada temporada, remasteritzats, i en caixes de DVD Blu-ray. Els llançaments de DVD originals d'un sol disc van situar els episodis per ordre de producció, amb "La gàbia" al disc final.
Després de la cancel·lació de la sèrie, Paramount Television va llançar Star Trek a les cadenes de televisió com a paquet de redifusió, on la popularitat de la sèrie va créixer fins a convertir-se en un "fenomen important dins de la cultura popular". Aquesta popularitat acabaria comportant l'expansió del catàleg Star Trek, que pel 2020 inclou nou sèries de televisió més i tretze pel·lícules de Trek.
El 2006, CBS Paramount Domestic Television (ara CBS Television Distribution) va anunciar que cada episodi de la Sèrie original es tornaria a redifondre en alta definició després de ser objecte de remasterització digital, que inclou efectes visuals nous i millorats. (Fins ara, els episodis remasteritzats només s'han emès en definició estàndard, tot i que les tres temporades ja estan disponibles en el format d'alta definició Blu-ray Disc.) Els episodis remasteritzats van començar amb "L'equilibri del terror" (juntament amb, en alguns mercats, " Miri") durant el cap de setmana del 16 de setembre de 2006, i va acabar amb "La gàbia", que es va emetre durant el cap de setmana del 2 de maig de 2009. Les dates d'emissió remasteritzades que es mostren a continuació es basen en el cap de setmana de cada episodi que s'ha emès en redifusió.

## Visió general
| Temporada | Temporada | Episodis | Episodis | Dates d’emissió        | Dates d’emissió    |
| Temporada | Temporada | Episodis | Episodis | Primera emissió        | Última emissió     |
| --------- | --------- | -------- | -------- | ---------------------- | ------------------ |
|           | 1         | 29       | 29       | 8 de setembre de 1966  | 13 d'abril de 1967 |
|           | 2         | 26       | 26       | 15 de setembre de 1967 | 29 de març de 1968 |
|           | 3         | 24       | 24       | 20 de setembre de 1968 | 3 de juny de 1969  |

## Episodis

### Pilots (1964–65)
L'episodi pilot de Star Trek, "La gàbia", es va completar entre novembre de 1964 i gener de 1965, i protagonitzada per Jeffrey Hunter com a Capità Christopher Pike, Majel Barrett com a Número U, i Leonard Nimoy com a Spock. El pilot va ser rebutjat per NBC per ser "massa cerebral" entre altres queixes. Jeffrey Hunter va optar per retirar-se del paper de Pike quan se li va demanar al creador Gene Roddenberry que produís un segon episodi pilot "On no ha anat mai cap home". Una versió lleugerament editada amb el mateix títol es va emetre el 1966 com el tercer episodi de la nova sèrie.
"La gàbia" no es va emetre mai durant l'emissió original de Star Trek. Va ser presentat per Roddenberry com una còpia de treball en blanc i negre a diverses convencions de ciència-ficció durant els anys posteriors a la cancel·lació de Star Trek, però no es va publicar el vídeo domèstic fins al 1986 quan Paramount Home Video va produir un llançament "restaurat" de "La gàbia" (una combinació de les imatges originals en blanc i negre i les parts en color de l'episodi de la temporada 1 " El zoo") juntament amb una introducció de Gene Roddenberry.
El 15 d'octubre de 1988, Paramount Pictures va emetre un especial de televisió de dues hores, presentat per Patrick Stewart, anomenat The Star Trek Saga: From One Generation to the Next, que presentava, per primera vegada, una presentació televisiva a tot color de "La gàbia". Als Estats Units, "La gàbia" es va publicar en DVD el desembre de 2001. Més tard es va incloure al disc final tant a la caixa de DVD de la temporada 3 original com a la "remasteritzada" amb la seva data d'emissió original del 15 d'octubre de 1988.
"On no ha anat mai cap home" en la seva forma original (número de producció 02a) s'havia enviat a NBC, però només es va emetre una versió reeditada, no com a pilot sinó com a tercer episodi de la sèrie (número de producció 02b). Es pensava que la versió original s'havia perdut, però més tard va aparèixer a les cintes VHS de pirates a les convencions, fins que es va descobrir una impressió el 2009 i posteriorment es va publicar en vídeo casolà amb el títol "Where No Fan Has Gone Before" - The Restored, Unaired Alternate Pilot Episode com a part de la caixa de la temporada 3 de TOS en Blu-ray; no s'ha publicat en DVD.
| Títol | Direcció        | Guió              | Data d'emissió original | Codi de prod. |
| --- | --------------- | ----------------- | ----------------------- | ------------- |
| «La gàbia» | Robert Butler   | Gene Roddenberry  | 4 d'octubre de 1988     | 01            |
| La tripulació de l' Enterprise segueix un senyal de socors al planeta Talos IV, on el capità Pike és presoner per un grup d'extraterrestres telepàtics que creen il·lusions realistes. Els esdeveniments d'aquest pilot es revisen a l'episodi de dues parts de la temporada 1 "El zoo".                                                                     |                 |                   |                         |               |
| «On no ha anat mai cap home»(versió pilot) | James Goldstone | Samuel A. Peeples | -                       | 02a           |
| Després que l' Enterprise intenti creuar la Gran Barrera a la vora de la galàxia, els membres de la tripulació Gary Mitchell i Elizabeth Dehner desenvolupen poders psíquics "deus" que amenacen la seguretat de la tripulació i de la mateixa humanitat. Nota: es va emetre una versió reeditada de l'episodi com a tercer episodi de la primera temporada. |                 |                   |                         |               |

### Temporada 1 (1966–67)
Després del segon episodi pilot de Roddenberry, "On no ha anat mai cap home", va rebre una resposta més favorable de NBC, Star Trek finalment va emetre el seu primer episodi—"El parany home"—a les 20:30 del 8 de setembre de 1966."On no ha anat...", que finalment es va emetre en un format reeditat com el tercer episodi de la sèrie, només va conservar Spock com a personatge de "La gàbia", però va presentar William Shatner com el capità James T. Kirk, James Doohan com a enginyer en cap Scotty, i George Takei com a metge (després timoner) Sulu. També es van unir al repartiment DeForest Kelley com el cirurgià del vaixell Dr. Leonard "Bones" McCoy i Nichelle Nichols com a oficial de comunicacions Uhura a "El parany home", el primer episodi de la sèrie.
Tot i que el seu personatge de Número U no es va retenir de "La gàbia", Majel Barrett va tornar a la sèrie com a nou personatge, la infermera Christine Chapel, i la va convertir en la primera de moltes aparicions recurrents a "El temps despullat". Grace Lee Whitney va aparèixer en vuit episodis com a contramestre Janice Rand, començant per "El parany home". Whitney va deixar la sèrie després de "La consciència del rei", però més tard faria aparicions menors a la primera, tercera, quarta i sisena pel·lícules de Star Trek així com un episodi de la sèrie d'acompanyament Star Trek: Voyager.
La primera temporada de Star Trek constava de 29 episodis, inclòs l'episodi de dues parts "El zoo", que inclou gairebé tots els imatges del pilot original, "La gàbia". Altres episodis notables inclouen "L'equilibri del terror", que presenta els Romulans; "Llavor espacial", que presenta Khan Noonien Singh i serveix de base per a Star Trek 2: La còlera del Khan; "Els salvadors, salvats", en què els klíngons fan la seva primera aparició; i l'episodi aclamat per la críticai guanyador d’un Premi Hugo"La ciutat a la frontera del futur", que inclou Kirk, Spock i McCoy viatjant al passat a través del Guardià de l'Eternitat.
| Núm. total | Núm. de la temporada | Títol                                                                | Direcció                  | Guió                                                                               | Data d'emissió original                      | Codi de prod. | Llars EUA (en milions) |
| ---------- | -------------------- | -------------------------------------------------------------------- | ------------------------- | ---------------------------------------------------------------------------------- | -------------------------------------------- | ------------- | ---------------------- |
| 1          | 1                    | «El parany home The Man Trap»                                        | Marc Daniels              | George Clayton Johnson                                                             | 8 de setembre de 1966                        | 06            | 11.36                  |
| 2          | 2                    | «Charlie X»                                                          | Lawrence Dobkin           | Història de : Gene Roddenberry Guió de : D. C. Fontana                             | 15 de setembre de 1966                       | 08            | 10.10                  |
| 3          | 3                    | «On no ha anat mai cap home Where No Man Has Gone Before»            | James Goldstone           | Samuel A. Peeples                                                                  | 22 de setembre de 1966                       | 02b           | 10.38                  |
| 4          | 4                    | «El temps despullat The Naked Time»                                  | Marc Daniels              | John D. F. Black                                                                   | 29 de setembre de 1966                       | 07            | 10.05                  |
| 5          | 5                    | «L'enemic interior The Enemy Within»                                 | Leo Penn                  | Richard Matheson                                                                   | 6 d'octubre de 1966                          | 05            | 9.06                   |
| 6          | 6                    | «Les dones d'en Mudd Mudd's Women»                                   | Harvey Hart               | Història de : Gene Roddenberry Guió de : Stephen Kandel                            | 13 d'octubre de 1966                         | 04            | 9.83                   |
| 7          | 7                    | «De què són fetes les nenes petites? What Are Little Girls Made Of?» | James Goldstone           | Robert Bloch                                                                       | 20 d'octubre de 1966                         | 10            | 9.39                   |
| 8          | 8                    | «Miri»                                                               | Vincent McEveety          | Adrian Spies                                                                       | 27 d'octubre de 1966                         | 12            | 8.95                   |
| 9          | 9                    | «La daga de la ment Dagger of the Mind»                              | Vincent McEveety          | Shimon Wincelberg                                                                  | 3 de novembre de 1966                        | 11            | 9.94                   |
| 10         | 10                   | «El truc de la corbomita The Corbomite Maneuver»                     | Joseph Sargent            | Jerry Sohl                                                                         | 10 de novembre de 1966                       | 03            | 9.55                   |
| 1112       | 1112                 | «El zoo The Menagerie»                                               | Marc DanielsRobert Butler | Gene Roddenberry                                                                   | 17 de novembre de 196624 de novembre de 1966 | 16            |                        |
| 13         | 13                   | «La consciència del rei The Conscience of the King»                  | Gerd Oswald               | Barry Trivers                                                                      | 8 de desembre de 1966                        | 13            | 8.62                   |
| 14         | 14                   | «L'equilibri del terror Balance of terror»                           | Vincent McEveety          | Paul Schneider                                                                     | 15 de desembre de 1966                       | 09            | 8.51                   |
| 15         | 15                   | «Permís a terra Shore Leave»                                         | Robert Sparr              | Theodore Sturgeon                                                                  | 29 de desembre de 1966                       | 17            | 10.10                  |
| 16         | 16                   | «El Galileu Set The Galileo Seven»                                   | Robert Gist               | Història de : Oliver Crawford Guió de : Oliver Crawford i Shimon Wincelberg        | 5 de gener de 1967                           | 14            | 8.89                   |
| 17         | 17                   | «El senyor de Gothos The Squire of Gothos»                           | Don McDougall             | Paul Schneider                                                                     | 12 de gener de 1967                          | 18            | 10.89                  |
| 18         | 18                   | «L'arena Arena»                                                      | Joseph Pevney             | Història de : Fredric Brown Guió de : Gene L. Coon                                 | 19 de gener de 1967                          | 19            | 10.54                  |
| 19         | 19                   | «Demà és avui Tomorrow Is Yesterday»                                 | Michael O'Herlihy         | D. C. Fontana                                                                      | 26 de gener de 1967                          | 21            | 10.98                  |
| 20         | 20                   | «Consell de guerra Court Martial»                                    | Marc Daniels              | Història de : Don M. Mankiewicz Guió de : Don M. Mankiewicz i Steven W. Carabatsos | 2 de febrer de 1967                          | 15            | 10.05                  |
| 21         | 21                   | «El retorn dels Arcans The Return of the Archons»                    | Joseph Pevney             | Història de : Gene Roddenberry Guió de : Boris Sobelman                            | 9 de febrer de 1967                          | 22            | 10.93                  |
| 22         | 22                   | «Llavor espacial Space Seed»                                         | Marc Daniels              | Història de : Carey Wilber Guió de : Gene L. Coon i Carey Wilber                   | 16 de febrer de 1967                         | 24            | 9.94                   |
| 23         | 23                   | «El conflicte final A Taste of Armageddon»                           | Joseph Pevney             | Història de : Robert Hamner Guió de : Robert Hamner i Gene L. Coon                 | 23 de febrer de 1967                         | 23            | 10.98                  |
| 24         | 24                   | «A aquest costat del Paradís This Side of Paradise»                  | Ralph Senensky            | Història de : Jerry Sohl i D. C. Fontana Guió de : D. C. Fontana                   | 2 de març de 1967                            | 25            | 10.10                  |
| 25         | 25                   | «Un monstre amagat The Devil in the Dark»                            | Joseph Pevney             | Gene L. Coon                                                                       | 9 de març de 1967                            | 26            | 10.38                  |
| 26         | 26                   | «Els salvadors, salvats Errand of Mercy»                             | John Newland              | Gene L. Coon                                                                       | 23 de març de 1967                           | 27            | 9.50                   |
| 27         | 27                   | «El factor alternatiu The Alternative Factor»                        | Gerd Oswald               | Don Ingalls                                                                        | 30 de març de 1967                           | 20            | 9.33                   |
| 28         | 28                   | «La ciutat a la frontera del futur The City on the Edge of Forever»  | Joseph Pevney             | Harlan Ellison                                                                     | 6 d'abril de 1967                            | 28            | 9.39                   |
| 29         | 29                   | «Operació: Aniquilació Operation -- Annihilate!»                     | Herschel Daugherty        | Steven W. Carabatsos                                                               | 13 d'abril de 1967                           | 29            | 9.72                   |

1. 1 2  Acreditat com a S. Bar-David
2. ↑  Acreditat com Nathan Butler

### Temporada 2 (1967–68)
La segona temporada de 26 episodis del programa va començar el setembre de 1967 amb "L'època de l'Amok", que va presentar l'actor Walter Koenig com el navegador rus Pavel Chekov, i va oferir als espectadors la primera visió del món natal de Spock, Vulcà. La temporada també inclou episodis tan notables com "Mirall, mirall", que presenta el malvat "univers mirall"; "Viatge a Babel", amb la presentació dels pares de Spock Sarek i Amanda; i l'alegre "El problema dels tribbles", que més tard es tornaria a visitar en un episodi de 1973 de la sèrie animada i un episodi de 1996 de Star Trek: Deep Space Nine. La temporada va acabar amb "Missió: la Terra", un intent de llançar una sèrie de televisió derivada ambientada a la dècada de 1960.
| Núm. total | Núm. de la temporada | Títol                                                 | Direcció            | Guió                                                                     | Data d'emissió original | Codi de prod. | Llars dels EUA (en milions) |
| ---------- | -------------------- | ----------------------------------------------------- | ------------------- | ------------------------------------------------------------------------ | ----------------------- | ------------- | --------------------------- |
| 30         | 1                    | «L'època de l'Amok Amok Time»                         | Joseph Pevney       | Theodore Sturgeon                                                        | 15 de setembre de 1967  | 34            | 7.17                        |
| 31         | 2                    | «Qui plora pels déus? Who Mourns for Adonais?»        | Marc Daniels        | Gilbert Ralston                                                          | 22 de setembre de 1967  | 33            | 8.18                        |
| 32         | 3                    | «El fill fals The Changeling»                         | Marc Daniels        | John Meredyth Lucas                                                      | 29 de setembre de 1967  | 37            | 8.46                        |
| 33         | 4                    | «Mirall, mirall Mirror, Mirror»                       | Marc Daniels        | Jerome Bixby                                                             | 6 d'octubre de 1967     | 39            | 7.62                        |
| 34         | 5                    | «La poma The Apple»                                   | Joseph Pevney       | Història de : Max Ehrlich Guió de : Max Ehrlich i Gene L. Coon           | 13 d'octubre de 1967    | 38            | 7.90                        |
| 35         | 6                    | «La màquina del Judici Final The Doomsday Machine»    | Marc Daniels        | Norman Spinrad                                                           | 20 d'octubre de 1967    | 35            | 7.73                        |
| 36         | 7                    | «Gat amagat Catspaw»                                  | Joseph Pevney       | Robert Bloch                                                             | 27 d'octubre de 1967    | 30            | 8.85                        |
| 37         | 8                    | «Mudd, primer I, Mudd»                                | Marc Daniels        | Stephen Kandel                                                           | 3 de novembre de 1967   | 41            | 8.23                        |
| 38         | 9                    | «Metamorfosi Metamorphosis»                           | Ralph Senensky      | Gene L. Coon                                                             | 10 de novembre de 1967  | 31            | 7.11                        |
| 39         | 10                   | «Viatge a Babel Journey to Babel»                     | Joseph Pevney       | D. C. Fontana                                                            | 17 de novembre de 1967  | 44            | 7.28                        |
| 40         | 11                   | «La criatura dels divendres Friday's Child»           | Joseph Pevney       | D. C. Fontana                                                            | 1 de desembre de 1967   | 32            | 8.74                        |
| 41         | 12                   | «Els anys mortals The Deadly Years»                   | Joseph Pevney       | David P. Harmon                                                          | 8 de desembre de 1967   | 40            | 9.91                        |
| 42         | 13                   | «Obsessió Obsession»                                  | Ralph Senensky      | Art Wallace                                                              | 15 de desembre de 1967  | 47            | 9.18                        |
| 43         | 14                   | «El llop dins del tancat Wolf in the Fold»            | Joseph Pevney       | Robert Bloch                                                             | 22 de desembre de 1967  | 36            | Sense determinar            |
| 44         | 15                   | «El problema dels tribbles The Trouble with Tribbles» | Joseph Pevney       | David Gerrold                                                            | 29 de desembre de 1967  | 42            | 8.85                        |
| 45         | 16                   | «La timba de Triskelion The Gamesters of Triskelion»  | Gene Nelson         | Margaret Armen                                                           | 5 de gener de 1968      | 46            | 10.92                       |
| 46         | 17                   | «Un tros del pastís A Piece of the Action»            | James Komack        | Història de : David P. Harmon Guió de : David P. Harmon and Gene L. Coon | 12 de gener de 1968     | 49            | 9.97                        |
| 47         | 18                   | «La síndrome d'immunitat The Immunity Syndrome»       | Joseph Pevney       | Robert Sabaroff                                                          | 19 de gener de 1968     | 48            | 9.46                        |
| 48         | 19                   | «Una petita guerra privada A Private Little War»      | Marc Daniels        | Història de : Don Ingalls Guió de : Gene Roddenberry                     | 2 de febrer de 1968     | 45            | 9.52                        |
| 49         | 20                   | «Retorn al demà Return to Tomorrow»                   | Ralph Senensky      | John T. Dugan                                                            | 9 de febrer de 1968     | 51            | 10.14                       |
| 50         | 21                   | «Demostracions de força Patterns of Force»            | Vincent McEveety    | John Meredyth Lucas                                                      | 16 de febrer de 1968    | 52            | 8.34                        |
| 51         | 22                   | «Amb qualsevol altre nom By Any Other Name»           | Marc Daniels        | Història de : Jerome Bixby Guió de : D. C. Fontana i Jerome Bixby        | 23 de febrer de 1968    | 50            | 8.79                        |
| 52         | 23                   | «La glòria d'Omega The Omega Glory»                   | Vincent McEveety    | Gene Roddenberry                                                         | 1 de març de 1968       | 54            | 8.79                        |
| 53         | 24                   | «L'ordinador ultramodern The Ultimate Computer»       | John Meredyth Lucas | Història de : Laurence N. Wolfe Guió de : D. C. Fontana                  | 8 de març de 1968       | 53            | 8.74                        |
| 54         | 25                   | «Pa i circ Bread and Circuses»                        | Ralph Senensky      | Gene Roddenberry and Gene L. Coon                                        | 15 de març de 1968      | 43            | 12.10                       |
| 55         | 26                   | «Missió: la Terra Assignment: Earth»                  | Marc Daniels        | Història de : Gene Roddenberry and Art Wallace Guió de : Art Wallace     | 29 de març de 1968      | 55            | 8.79                        |

1. ↑  Acreditat com Jud Crucis
2. ↑  Acreditat com John Kingsbridge

### Temporada 3 (1968–69)
Després de la segona temporada de Star Trek, es va córrer la veu que NBC estava preparada per cancel·lar el programa a causa de les baixes qualificacions. Liderats pels fans Bjo i John Trimble, els espectadors de Trek van inundar NBC amb cartes en protesta contra la desaparició del programa i demanant a la xarxa que renovés la sèrie per un any més. El president i vicepresident de la cadena de televisió, Don Durgin i Mort Werner, van dir en una entrevista que van rebre 115.000 cartes, però que cancel·lar el programa "mai va ser la nostra intenció" i que estaria a l'horari en la franja horària favorable de dilluns a les 19:30.
Més tard, la xarxa va canviar l'horari perquè Trek s'emetés a l'anomenada "death slot", els divendres a la nit a les 10:00 p.m. A més del programa "mal gestionat", el pressupost de l'espectacle era "seriosament retallat" i Nichelle Nichols va descriure la cancel·lació final de la sèrie com "una profecia autocomplerta".
La temporada final de 24 episodis de Star Trek va començar el setembre de 1968 amb "El cervell de l'Spock". La tercera temporada també inclou "La xarxa tholiana", on Kirk queda atrapat entre universos; aquest episodi seria revisitat més tard per dos episodis de 2005 de la sèrie preqüela Star Trek: Enterprise. L'últim episodi de la sèrie, "Intrús a bord", es va emetre el 3 de juny de 1969, però Star Trek finalment tornaria a la televisió en forma animada quan la Star Trek animada va debutar el setembre de 1973.
| Núm. total | Núm. de la temporada | Títol                                                                                           | Direcció            | Guió                                                                         | Data d'emissió original | Codi de prod. | Llars EUA (en milions) |
| ---------- | -------------------- | ----------------------------------------------------------------------------------------------- | ------------------- | ---------------------------------------------------------------------------- | ----------------------- | ------------- | ---------------------- |
| 56         | 1                    | «El cervell de l'Spock Spock's Brain»                                                           | Marc Daniels        | Gene L. Coon                                                                 | 20 de setembre de 1968  | 61            | 9.18                   |
| 57         | 2                    | «Incident a l'Enterprise The Enterprise Incident»                                               | John Meredyth Lucas | D. C. Fontana                                                                | 27 de setembre de 1968  | 59            | 6.67                   |
| 58         | 3                    | «La síndrome del paradís The Paradise Syndrome»                                                 | Jud Taylor          | Margaret Armen                                                               | 4 d'octubre de 1968     | 58            | 7.58                   |
| 59         | 4                    | «I els nens ens guiaran And the Children Shall Lead»                                            | Marvin Chomsky      | Edward J. Lakso                                                              | 11 d'octubre de 1968    | 60            | 7.98                   |
| 60         | 5                    | «No hi ha bellesa sense veritat! Is There in Truth No Beauty?»                                  | Ralph Senensky      | Jean Lisette Aroeste                                                         | 18 d'octubre de 1968    | 62            | 7.35                   |
| 61         | 6                    | «L'espectre de les armes Spectre of the Gun»                                                    | Vincent McEveety    | Gene L. Coon                                                                 | 25 d'octubre de 1968    | 56            | 7.70                   |
| 62         | 7                    | «El dia del colom Day of the Dove»                                                              | Marvin Chomsky      | Jerome Bixby                                                                 | 1 de novembre de 1968   | 66            | 7.98                   |
| 63         | 8                    | «Perquè el món es buit i jo he tocat el cel For the World Is Hollow and I Have Touched the Sky» | Tony Leader         | Hendrik Vollaerts                                                            | 8 de novembre de 1968   | 65            | 7.52                   |
| 64         | 9                    | «La xarxa tholiana The Tholian Web»                                                             | Herb Wallerstein    | Judy Burns i Chet Richards                                                   | 15 de novembre de 1968  | 64            | 7.64                   |
| 65         | 10                   | «Els fillastres de Plató Plato's Stepchildren»                                                  | David Alexander     | Meyer Dolinsky                                                               | 22 de novembre de 1968  | 67            | 7.41                   |
| 66         | 11                   | «Un tres i no res Wink of an Eye»                                                               | Jud Taylor          | Història de : Gene L. Coon Guió de : Arthur Heinemann                        | 29 de novembre de 1968  | 68            | 8.72                   |
| 67         | 12                   | «Empatia The Empath»                                                                            | John Erman          | Joyce Muskat                                                                 | 6 de desembre de 1968   | 63            | 9.86                   |
| 68         | 13                   | «Elaan de Troyius Elaan of Troyius»                                                             | John Meredyth Lucas | John Meredyth Lucas                                                          | 20 de desembre de 1968  | 57            | 7.81                   |
| 69         | 14                   | «Qui Déu destrueixi... Whom Gods Destroy»                                                       | Herb Wallerstein    | Història de : Lee Erwin i Jerry Sohl Guió de : Lee Erwin                     | 3 de gener de 1969      | 71            | 6.84                   |
| 70         | 15                   | «Que aquest sigui el vostre últim camp de batalla Let That Be Your Last Battlefield»            | Jud Taylor          | Història de : Gene L. Coon Guió de : Oliver Crawford                         | 10 de gener de 1969     | 70            | 7.92                   |
| 71         | 16                   | «La marca de Gideon The Mark of Gideon»                                                         | Jud Taylor          | George F. Slavin i Stanley Adams                                             | 17 de gener de 1969     | 72            | 6.78                   |
| 72         | 17                   | «Allò que perdura That Which Survives»                                                          | Herb Wallerstein    | Història de : D. C. Fontana Guió de : John Meredyth Lucas                    | 24 de gener de 1969     | 69            | 7.81                   |
| 73         | 18                   | «Els llums de Zetar The Lights of Zetar»                                                        | Herb Kenwith        | Jeremy Tarcher i Shari Lewis                                                 | 31 de gener de 1969     | 73            | 8.09                   |
| 74         | 19                   | «Rèquiem per Matusalem Requiem for Methuselah»                                                  | Murray Golden       | Jerome Bixby                                                                 | 14 de febrer de 1969    | 76            | 6.95                   |
| 75         | 20                   | «Camí de l'Edèn The Way to Eden»                                                                | David Alexander     | Història de : D. C. Fontana i Arthur Heinemann Guió de : Arthur Heinemann    | 21 de febrer de 1969    | 75            | 7.07                   |
| 76         | 21                   | «Els guardians dels núvols The Cloud Minders»                                                   | Jud Taylor          | Història de : David Gerrold i Oliver Crawford Guió de : Margaret Armen       | 28 de febrer de 1969    | 74            | 7.58                   |
| 77         | 22                   | «La cortina salvatge The Savage Curtain»                                                        | Herschel Daugherty  | Història de : Gene Roddenberry Guió de : Gene Roddenberry i Arthur Heinemann | 7 de març de 1969       | 77            | 6.73                   |
| 78         | 23                   | «Tots els nostres ahirs All Our Yesterdays»                                                     | Marvin Chomsky      | Jean Lisette Aroeste                                                         | 14 de març de 1969      | 78            | 7.41                   |
| 79         | 24                   | «Intrús a bord Turnabout Intruder»                                                              | Herb Wallerstein    | Història de : Gene Roddenberry Guió de : Arthur Singer                       | 3 de juny de 1969       | 79            | 5.02                   |

1. 1 2 3 4  Acreditat com Lee Cronin
2. 1 2  Acreditat com a Michael Richards

## Ordre de producció
La llista següent detalla els episodis de la sèrie en ordre de producció, inclosa la sèrie original pilot, "La gàbia". Tot i que els llançaments de DVD de la "temporada completa" (llistats més amunt) segueixen l'ordre d'emissió original, els llançaments de DVD episòdics originals estan numerats per ordre de producció.
| Pilots | Pilots                       |
| ------ | ---------------------------- |
| 01     | "La gàbia"                   |
| 02a    | "On ho ha anat mai cap home" |

| Temporada 1 | Temporada 1                           |
| ----------- | ------------------------------------- |
| 02b         | "On no ha anat mai cap home"          |
| 03          | "El truc de la corbomita"             |
| 04          | "Les dones d'en Mudd"                 |
| 05          | "L'enemic interior"                   |
| 06          | "El parany home"                      |
| 07          | "El temps despullat"                  |
| 08          | "Charlie X"                           |
| 09          | "L'equilibri del terror"              |
| 10          | "De què són fetes les nenes petites?" |
| 11          | "La daga de la ment"                  |
| 12          | "Miri"                                |
| 13          | "La consciència del rei"              |
| 14          | "El Galileu Set"                      |
| 15          | "Consell de guerra"                   |
| 16          | "El zoo, Parts I and II"              |
| 17          | "Permís a terra"                      |
| 18          | "El senyor de Gothos"                 |
| 19          | "L'arena"                             |
| 20          | "El factor alternatiu"                |
| 21          | "Demà és avui"                        |
| 22          | "El retorn dels Arcans"               |
| 23          | "El conflicte final"                  |
| 24          | "Llavor espacial"                     |
| 25          | "A aquest costat del Paradís"         |
| 26          | "Un monstre amagat"                   |
| 27          | "Els salvadors, salvats"              |
| 28          | "La ciutat a la frontera del futur"   |
| 29          | "Operació: Aniquilació"               |

| Temporada 2 | Temporada 2                   |
| ----------- | ----------------------------- |
| 30          | "Gat amagat"                  |
| 31          | "Metamorfosi"                 |
| 32          | "La criatura dels divendres"  |
| 33          | "Qui plora pels déus?"        |
| 34          | "L'època del Amok"            |
| 35          | "La màquina del Judici Final" |
| 36          | "El llop dins del tancat"     |
| 37          | "El fill fals"                |
| 38          | "La poma"                     |
| 39          | "Mirall, mirall"              |
| 40          | "Els anys mortals"            |
| 41          | "Mudd, primer"                |
| 42          | "El problema dels tribbles"   |
| 43          | "Pa i circ"                   |
| 44          | "Viatge a Babel"              |
| 45          | "Una petita guerra privada"   |
| 46          | "La timba de Triskelion"      |
| 47          | "Obsessió"                    |
| 48          | "La síndrome d'immunitat"     |
| 49          | "Un tros del pastís"          |
| 50          | "Amb qualsevol altre nom"     |
| 51          | "Retorn al demà"              |
| 52          | "Demostracions de força"      |
| 53          | "L'ordinador ultramodern"     |
| 54          | "La glòria d'Omega"           |
| 55          | "Missió: la Terra"            |

| Temporada 3 | Temporada 3                                        |
| ----------- | -------------------------------------------------- |
| 56          | "L'espectre de les armes"                          |
| 57          | "Elaan de Troyius"                                 |
| 58          | "La síndrome del paradís"                          |
| 59          | "Incident a l’Enterprise"                          |
| 60          | "I els nens ens guiaran"                           |
| 61          | "El cervell de l'Spock"                            |
| 62          | "No hi ha bellesa sense veritat!"                  |
| 63          | "Empatia"                                          |
| 64          | "La xarxa tholiana"                                |
| 65          | "Perquè el món es buit i jo he tocat el cel"       |
| 66          | "El dia del colom"                                 |
| 67          | "Els fillastres de Plató"                          |
| 68          | "Un res i no res"                                  |
| 69          | "Allò que perdura"                                 |
| 70          | "Que aquest sigui el vostre últim camp de batalla" |
| 71          | "Qui Déu destrueixi..."                            |
| 72          | "La marca de Gideon"                               |
| 73          | "Els llums de Zetar"                               |
| 74          | "Els guardians dels núvols"                        |
| 75          | "Camí de l'Edèn"                                   |
| 76          | "Rèquiem per Matusalem"                            |
| 77          | "La cortina salvatge"                              |
| 78          | "Tots els nostres ahirs"                           |
| 79          | "Intrús a bord"                                    |

## Emissió en català
Les tres temporades de la sèrie van ser doblades al català pels estudis Tecni-3 (primera part) i Diálogo (segona part) i emeses a TV3 l’any 1989.